# Kanton Beaupréau-en-Mauges
Der Kanton Beaupréau-en-Mauges (früher Beaupréau) ist seit 1790 ein französischer Wahlkreis im Arrondissement Cholet, im Département Maine-et-Loire und in der Region Pays de la Loire; sein Hauptort ist Beaupréau-en-Mauges.

## Gemeinden
Der Kanton besteht aus drei Gemeinden mit insgesamt 41.686 Einwohnern (Stand: 1. Januar 2022) auf einer Gesamtfläche von 443,92 km²:
| Gemeinde                   | Einwohner 1. Januar 2022 | Fläche km² | Dichte Einw./km² | Code INSEE | Postleitzahl        |
| -------------------------- | ------------------------ | ---------- | ---------------- | ---------- | ------------------- |
| Beaupréau-en-Mauges        | 23.887                   | 230,45     | 104              | 49023      | 49600               |
| Bégrolles-en-Mauges        | 2.115                    | 14,62      | 145              | 49027      | 49122               |
| Montrevault-sur-Èvre       | 15.684                   | 198,85     | 79               | 49218      | 49110, 49270, 49600 |
| Kanton Beaupréau-en-Mauges | 41.686                   | 443,92     | 94               | 4909       | –                   |

Bis zur landesweiten Neugliederung der Kantone 2015 bestand der Kanton Beaupréau-en-Mauges aus zwölf Gemeinden auf einer Fläche von 169,60 km²: Andrezé, Beaupréau (Hauptort), Bégrolles-en-Mauges, La Chapelle-du-Genêt, Gesté, Jallais, La Jubaudière, Le May-sur-Èvre, Le Pin-en-Mauges, La Poitevinière, Saint-Philbert-en-Mauges und Villedieu-la-Blouère. Er besaß vor 2015 einen anderen INSEE-Code als heute, nämlich 4906.

## Veränderungen im Gemeindebestand seit der landesweiten Neuordnung der Kantone
2015:
- Fusion Beaupréau, La Chapelle-du-Genêt, Gesté, Jallais, La Jubaudière, Le Pin-en-Mauges, La Poitevinière, Saint-Philbert-en-Mauges und Villedieu-la-Blouère → Beaupréau-en-Mauges
- Fusion La Boissière-sur-Èvre, Chaudron-en-Mauges, La Chaussaire, Le Fief-Sauvin, Le Fuilet, Montrevault, Le Puiset-Doré, Saint-Pierre-Montlimart, Saint-Quentin-en-Mauges, Saint-Rémy-en-Mauges und La Salle-et-Chapelle-Aubry → Montrevault-sur-Èvre

## Bevölkerungsentwicklung
| 1962  | 1968  | 1975  | 1982  | 1990  | 1999  | 2006  | 2011  |
| ----- | ----- | ----- | ----- | ----- | ----- | ----- | ----- |
| 20237 | 21498 | 22794 | 24743 | 25500 | 25683 | 26658 | 28103 |